# 深沢ハウス

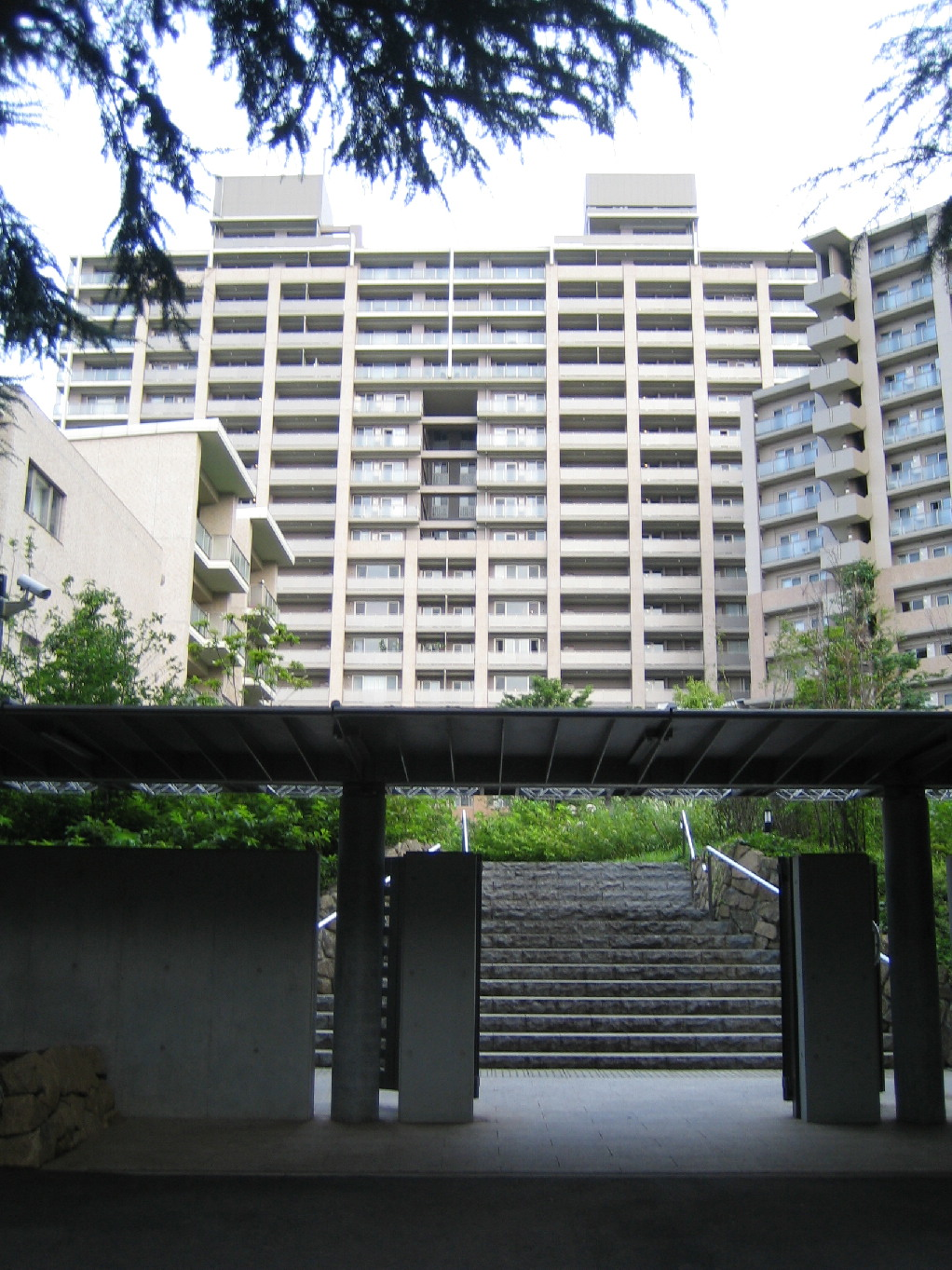
19階建ての高層マンションを駒沢公園側エントランスから望む

深沢ハウス (Fukasawa House) は、日商岩井不動産（筆頭売主）および長谷工コーポレーション（施工・監理）が東京都世田谷区深沢の旧東京都立大学理学部・工学部跡地に建設した集合住宅。

## 概要
多摩ニュータウン（八王子市南大沢）に移転した東京都立大キャンパス跡地に建てられた深沢ハウスは、駒沢オリンピック公園の南側に隣接しており、国立病院機構東京医療センターやめぐろ区民キャンパスにほど近い場所に位置する。住棟は13あり、総戸数は772戸。総戸数とほぼ同等の駐車場が地下に設けられ、住棟はすべて免震構造である。総事業費は約700億円。
ランドプランでは、既存樹木および敷地の高低差を最大限利用し、水をテーマとした「深沢」の原風景の再生を試みて、周辺の住宅と接する住棟の足元回りは、駒沢公園と連続化する形で公園化し、地域住民へ開放を図ることにした。
周辺地域の配慮も大きな課題となったことから、19階建ての住棟を敷地の中央に配置し、3階建てから14階建ての住棟を外周部に配置することで、周辺地域になじませることを狙った。高さや形態の異なる住棟を不規則に配置した理由の一つは、大きな固まりに見えないようにするためである。また、建物の存在感を消すため、外装タイルの色を上階ほど薄くし、高層部のバルコニーの手すりにアルミやガラスを用いた。そうした工夫が形になる前の施工段階に、一部の周辺住民が高さ12mを超える部分の撤去を求め提訴した（下記参照）。
平均分譲価格は8104万円だった。

## 反対運動と訴訟
『第一種低層住宅専用地域』に指定された周辺の深沢・八雲地区は、2階建てを中心とした低層住宅街が広がっているにもかかわらず、その地にあってこの高層棟の建設が可能だったのは、当地域が『第一種中高層住宅専用地域』に指定されていた都立大学の跡地であったことに由来する。
従来第一種低層住宅地として整備されてきた地域に、大学用に設定された中高層指定を利用する形で巨大なマンションが建築されることに周辺住民からは強い反発が起きた。2003年5月、周辺住民59人は、施工会社の長谷工コーポレーションなど企業10社を相手に、高さ20メートル（6階相当、当初は12ｍ）を超える部分の建築差し止めや撤去を求めて、東京地裁に仮処分申請した。だが、地裁は12月2日までに却下する決定を下した。
この後、周辺住民76人は長谷工に対して、住民や行政の要望をほとんど受け入れずに着工に踏み切った上、工事中も条例規制値を超える騒音や振動に対して十分な対処を行わず一部の周辺住戸に被害が出たことから、建物の12階以上の撤去（提訴当時は設計変更であったが、完成したため撤去に変更）と工事および日照権侵害による損害賠償を求め民事訴訟を起こした。
2005年11月28日、東京地裁は原告76人のうち21人について工事による騒音被害が受忍限度を超えていたこと、同じく3人について工事の振動による住宅被害があったことを認めて660万円の損害賠償を命じる判決を下したが、日照権侵害は「受忍限度内」、12階以上の撤去については「関係法令の要件を満たしていること」「景観利益は確立していたといえず、高さ制限が住民大多数の意思とは認めがたいこと」を理由としていずれも退けた。原告側は控訴したが、2006年8月24日に東京高裁はこれを棄却。原告側は最高裁判所に上告したと関連書籍にあるが、その後の状況は報道等がなくはっきりしていない。
なお、世田谷区在住の周辺住民はこれとは別に、本来長谷工が区に支払うべき「環境整備協力金」約3億円が不明朗な経緯によって不当に免除されたとして平成17年に世田谷区に住民監査請求を行ったが「環境整備協力金」は事業者と区との合意による寄付であり減額は問題はないとして却下されたため、世田谷区長を相手取った行政訴訟を提訴した。この訴訟の結果については報じられていない。

## アクセス
最寄り駅は東急田園都市線の駒沢大学駅や東急東横線の都立大学駅、東急東横線・東急大井町線の自由が丘駅などで、いずれも徒歩20分圏内である。バスを使えば、都立大学駅・目黒駅・自由が丘駅・駒沢大学駅・渋谷駅などへアクセス可能で、どの路線のバス停へも徒歩5分以内で行くことが出来る。また、自由が丘駅からは、無料で地域を巡回するサンクスネイチャーバスが走っており、敷地内にダイレクトにアクセスが可能である。

### 注
1. ↑  世田谷区の環境審議会が周辺の他の集合住宅と比べて圧迫感があることを理由に、設計の再考を「意見書」として答申していた。ただし、この答申に基づき世田谷区長が長谷工に対して直接是正を勧告することはなかったため、東京地裁の判決は「答申はあくまで自発的対処を求めるもので是正についての強制力を伴うものではなかった」とした。